# Annelies Verbeke

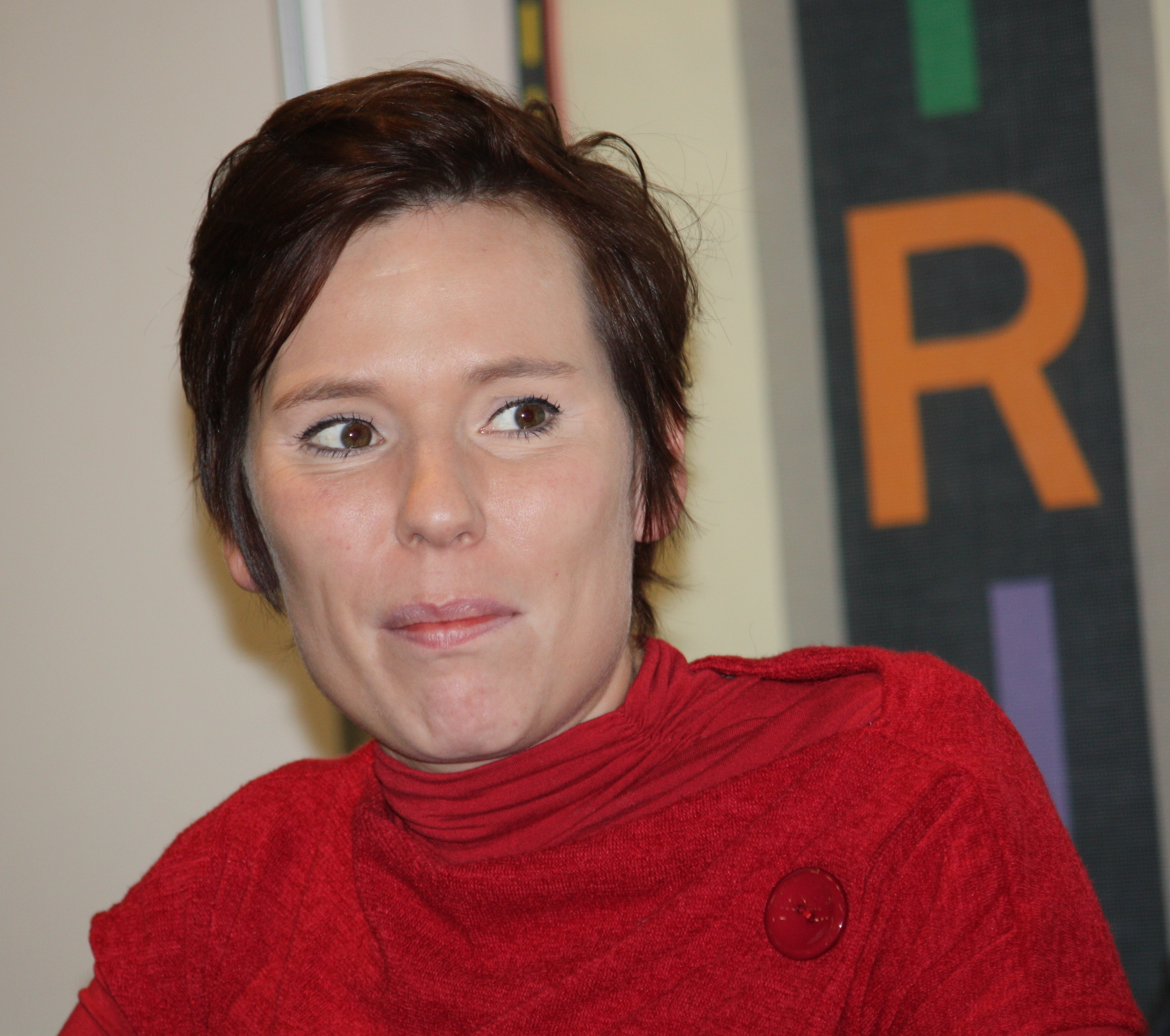
Annelies Verbeke (2011)

Annelies Verbeke (* 6. Februar 1976 in Dendermonde, Belgien) ist eine flämische Schriftstellerin und Theaterautorin.

## Leben
Annelies Verbeke studierte Literaturwissenschaften mit dem Schwerpunkt auf Germanische Sprachen an der Universität Gent und Drehbuchschreiben am RITCS in Brüssel. Mit ihrem Roman Slaap! debütierte sie 2003 als Schriftstellerin. Das Buch verkaufte sich mehr als 75.000 Mal, wurde von der Kritik gefeiert und die Rechte wurden in mehr als 22 Länder verkauft. In deutscher Sprache erschien es 2005 im Leipziger Reclam-Verlag nach einer Übersetzung von Heike Baryga unter dem Titel Schlaf!. Verbeke erhielt für ihren dritten Roman Dreißig Tage den Ferdinand-Bordewijk-Preis 2015 und den Opzij-Literaturpreis 2016.

## Werke
Romane
- Slaap! (2003), Verlag De Geus
  - (deutsch: Schlaf!. Übers. von Heike Baryga. Reclam-Verlag, Leipzig 2005, ISBN 3-379-00828-1)
- Reus (2006), Verlag De Geus
- Vissen redden (2009), Verlag De Geus
  - (deutsch: Fische retten. Übers. v. Andreas Gressmann. Mare-Verlag, Hamburg 2011, ISBN 978-3-86648-144-2)
- Naar de stad (2012), Verlag De Geus
- Dertig dagen (2015)
  - (deutsch: Dreißig Tage. Übers. v. Andreas Gressmann. Residenz Verlag, Wien 2018, ISBN 978-3-7017-1697-5)

Novellen und Erzählungen
- Veronderstellingen (2012), Verlag De Geus
- Tirol inferno (2013), Verlag De Bezige Bij Antwerpen
- Verloren zang und Mantel der liefde, erschienen in Treinen en kamers, De Geus, Amsterdam 2021
  - (deutsch: Verlorener Gesang und Mantel der Liebe. Übers. v. Stefan Wieczorek, Golden Luft Verlag, Mainz 2023, ISBN 978-3-9822844-1-5)

Kurzgeschichtensammlungen
- Groener Gras (2007), Verlag De Geus
- Wakker (dtsch. wach; 30 Porträts) (2011), Verlag De Geus
- Naar de stad (2012), Verlag De Geus

Theaterstücke
- Stukken (2009)
- Rail Gourmet (2010)
- Almschi. The best of Alma Mahler (2010)
- Flow My Tears (2012)
- Arianna
- Geht das schon wieder los - White Male Privilege

Drehbücher
- 2004: Romance
- 2011: Swooni

## Auszeichnungen
- 2004: Vlaamse Debuutprijs für Slaap!
- 2004: Vrouw en Debuut Kultuurprijs für Slaap!
- 2005: Goldenes Eselsohr für Slaap!
- 2009: Provinciale Prijs voor Letterkunde für Vissen redden
- 2015: F. Bordewijkpreis für Dertig dagen
- 2015: NRC Boekenwedstrijd (dt.: Bücherwettstreit) für Dertig dagen
- 2016: Opzij-Literaturpreis für Dertig dagen[3]

Nominierungen
- 2005: Gerard Walschapprijs (Shortlist) für Slaap!
- 2005: AKO-Literaturpreis (Longlist) für Slaap!
- 2005: Libris Literatuurprijs (Longlist) für Slaap!
- 2009: BNG-Literatuurprijs für Vissen redden
- 2009: Libris Literatuurprijs (Longlist) für Vissen redden
- 2010: Gerard Walschapprijs für Groener Gras
- 2010: Gouden Uil für Groener Gras
- 2012: BNG-Literatuurprijs für Veronderstellingen